# Trends in Endocrinology and Metabolism
Trends in Endocrinology and Metabolism, abgekürzt Trends Endcrinol. Metab., ist eine wissenschaftliche Fachzeitschrift, die vom Elsevier-Verlag veröffentlicht wird. Sie erscheint mit zwölf Ausgaben im Jahr. Es werden Übersichtsarbeiten veröffentlicht, die sich mit dem Gebiet der metabolischen Erkrankungen beschäftigen.
Der Impact Factor lag im Jahr 2014 bei 9,392. Nach der Statistik des ISI Web of Knowledge wird das Journal mit diesem Impact Factor in der Kategorie Endokrinologie und Metabolismus an fünfter Stelle von 128 Zeitschriften geführt.